# Under Blinkfyrets Straaler
|  | Denne artikel er oprettet af botten PalnaBot ud fra en ekstern database. Den kan derfor have sproglige fejl eller mangler. Denne skabelon kan fjernes efter kontrol af indholdet. |

Under Blinkfyrets Straaler er en film fra 1913 instrueret af Robert Dinesen efter manuskript af Alfred Kjerulf.